# Enyo lugubris
Enyo lugubris (tên tiếng Anh: Mournful sphinx) là một loài bướm đêm thuộc họ Sphingidae. Nó được tìm thấy ở Argentina và Paraguay đến Uruguay, Venezuela, Guyana, Surinam, Guyane thuộc Pháp, Colombia, Ecuador, Peru, Brasil và Tây Indies xuyên qua Belize, Guatemala, Honduras, El Salvador, Nicaragua, Costa Rica và Panama đến México và Hoa Kỳ, ở đó nó đã được ghi nhận từ Arizona phía đông đến Florida và phía bắc đến South Carolina.Strays đã được ghi nhận từ Arkansas, phía bắc đến Illinois, Michigan và New York.
Sải cánh dài 50–60 mm. Thân và cánh màu nâu đậm.
Con trưởng thành bay quanh năm in xứ nhiều đới (gồm miền nam Florida và Louisiana). Về phía bắc chúng bay từ tháng 8 đến tháng 11.
Ấu trùng có thể ăn Vitus tiliifolia và other Vitaceae, như Vitis, Cissus và Ampelopsis. Tại Florida, ấu trùng được ghi nhận trên loài Cissus sicyoides và Ampelopsis arborea.

## Phụ loài
- Enyo lugubris lugubris
- Enyo lugubris delanoi (Kernbach, 1962) (Galapagos Islands)

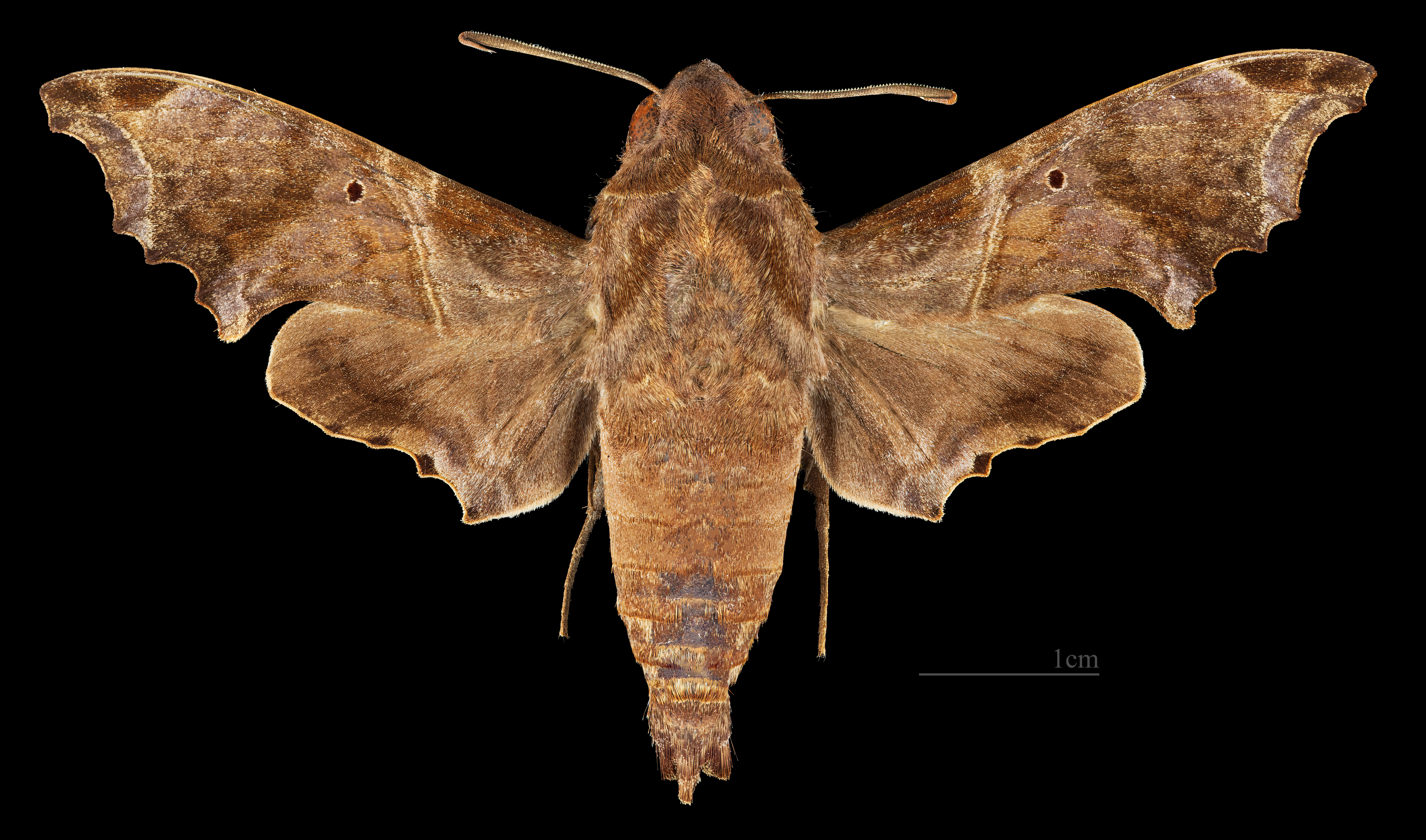
Enyo lugubris delanoi ♂
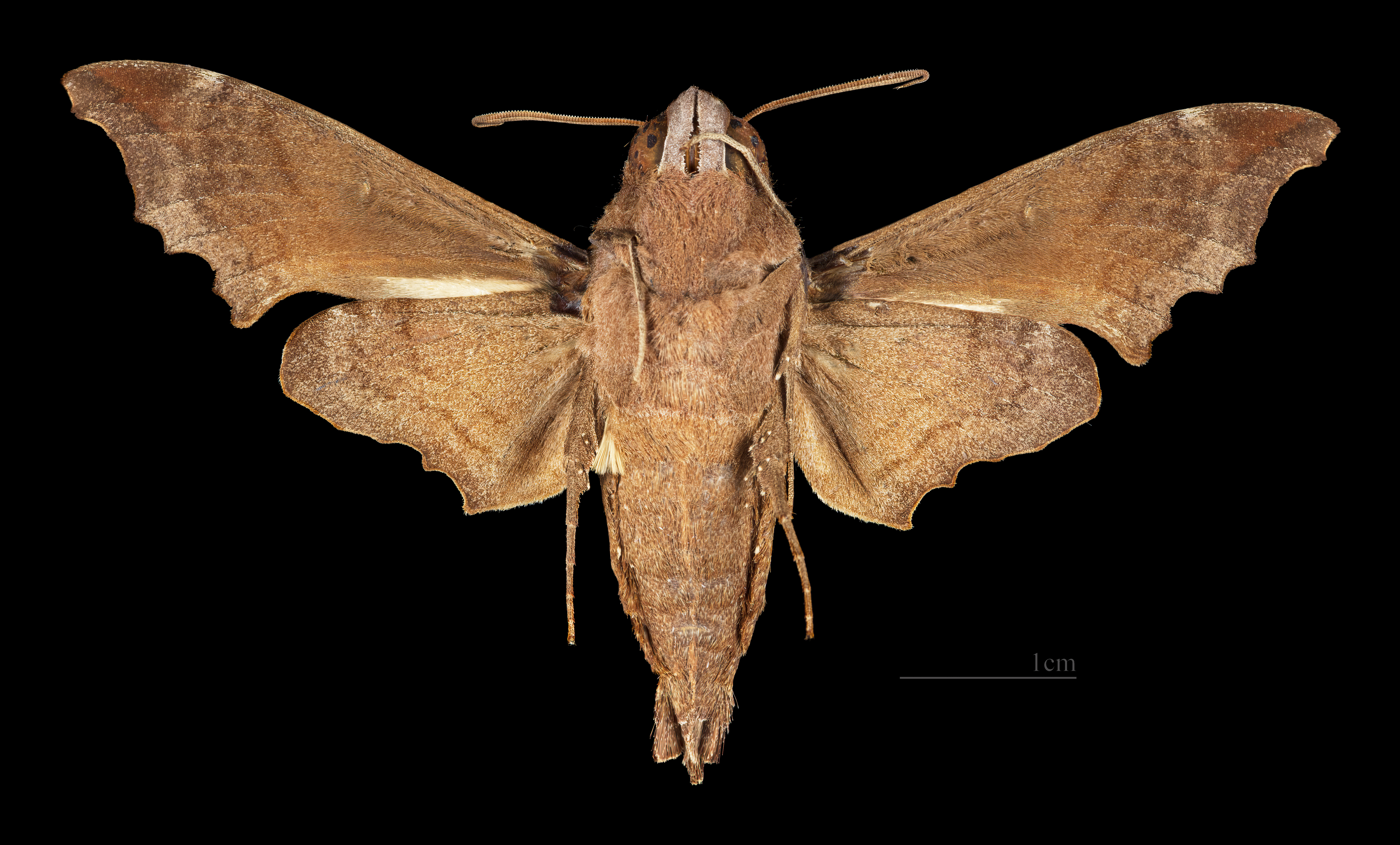
Enyo lugubris delanoi♂  △

## Hình ảnh

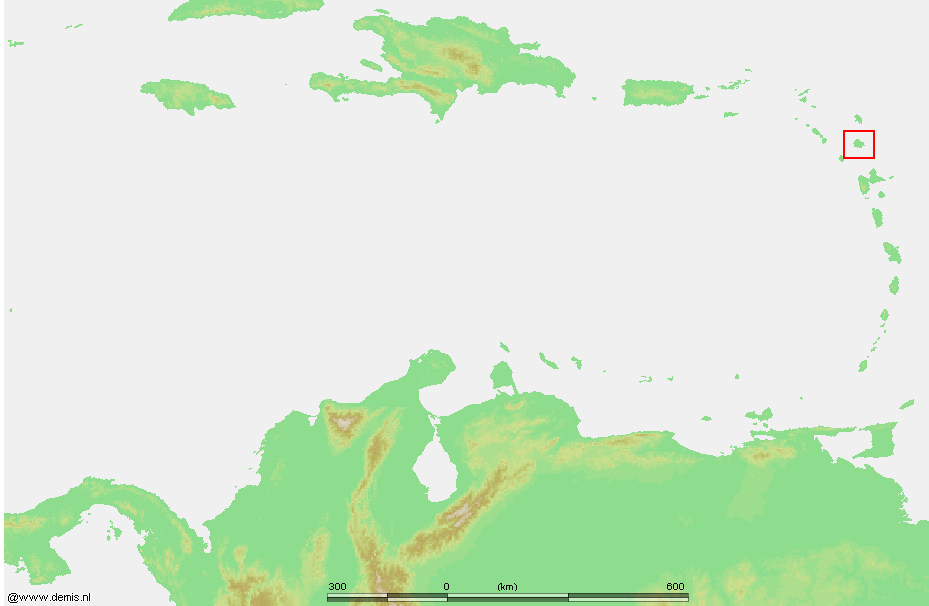
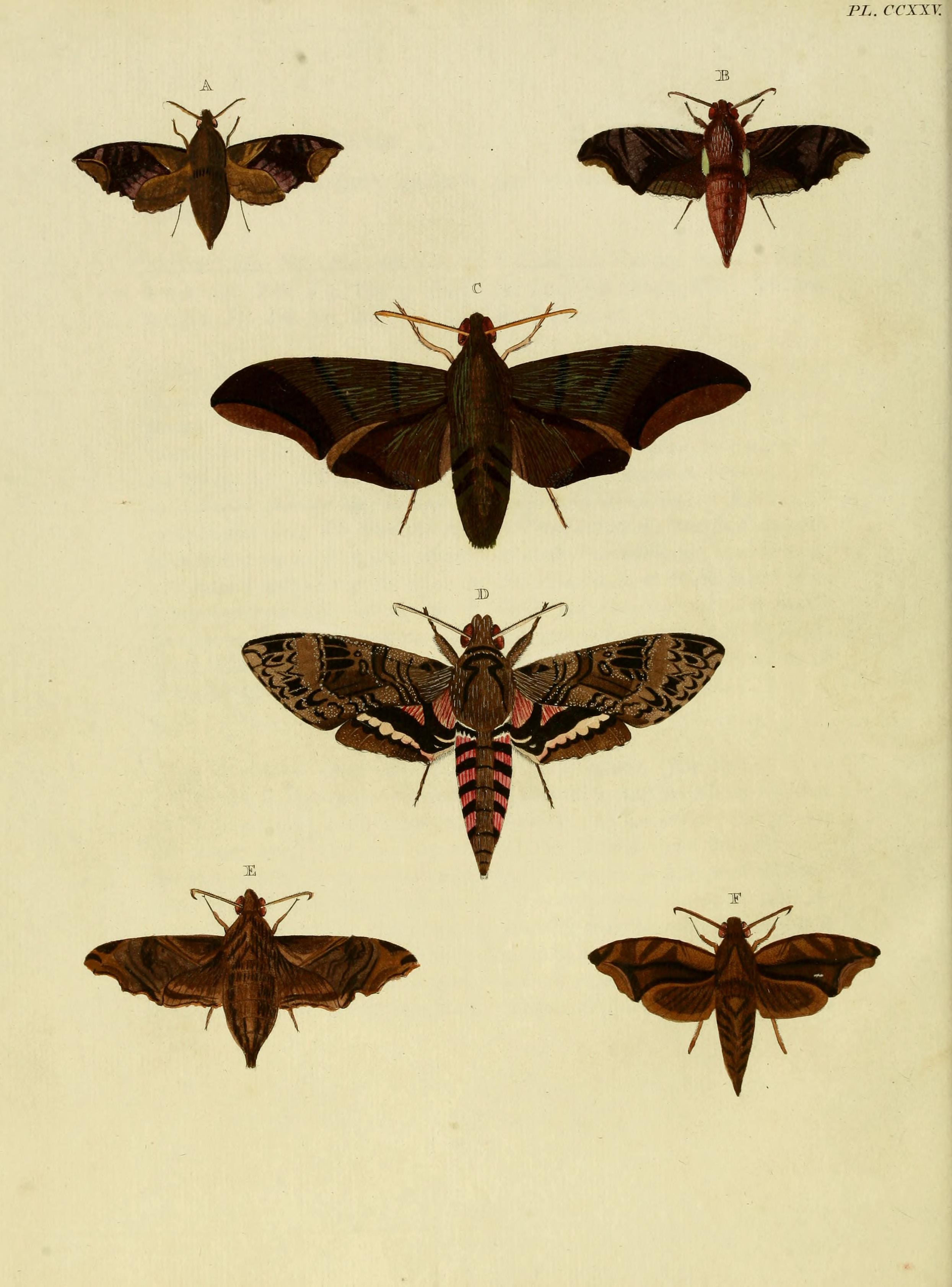
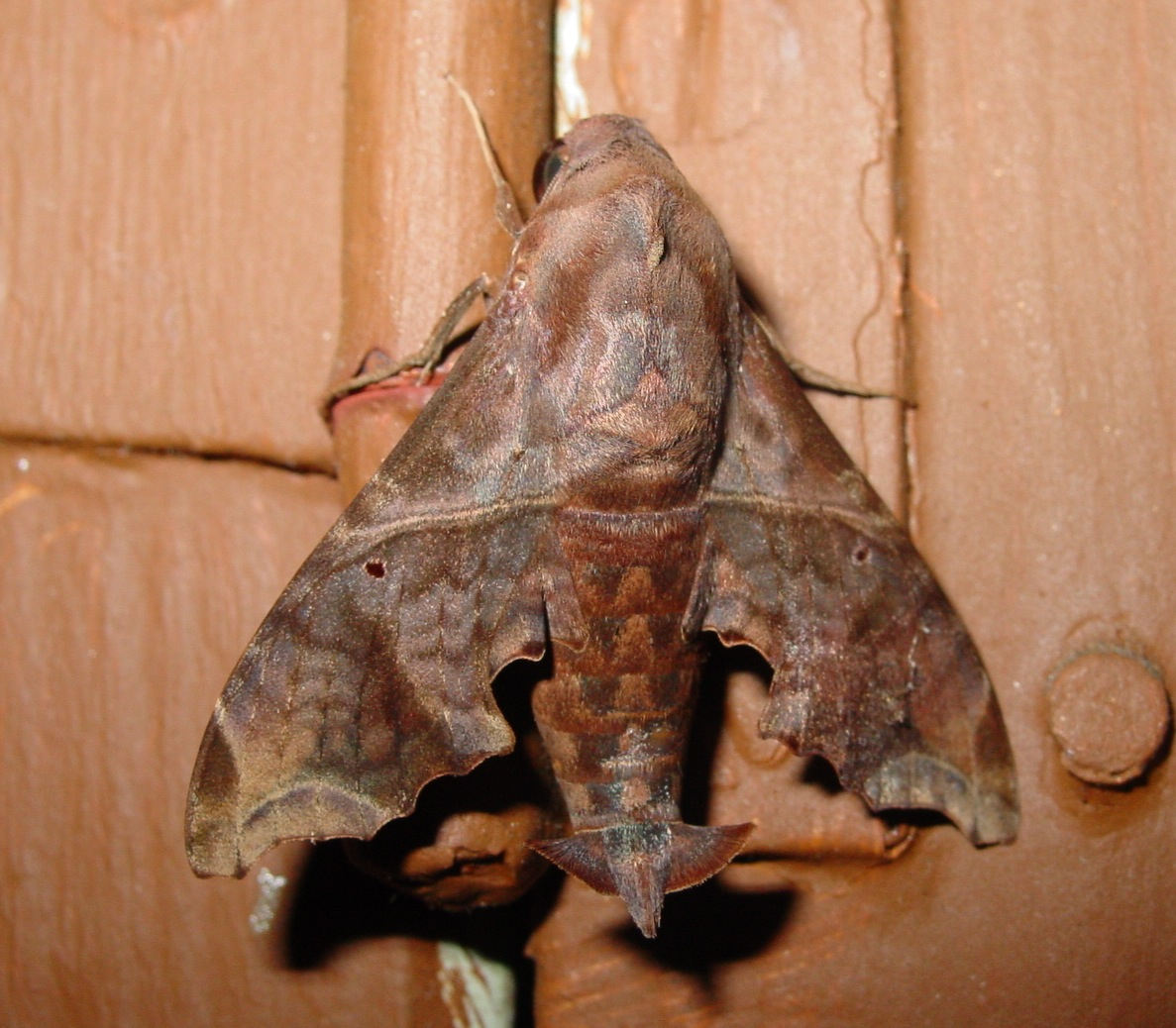
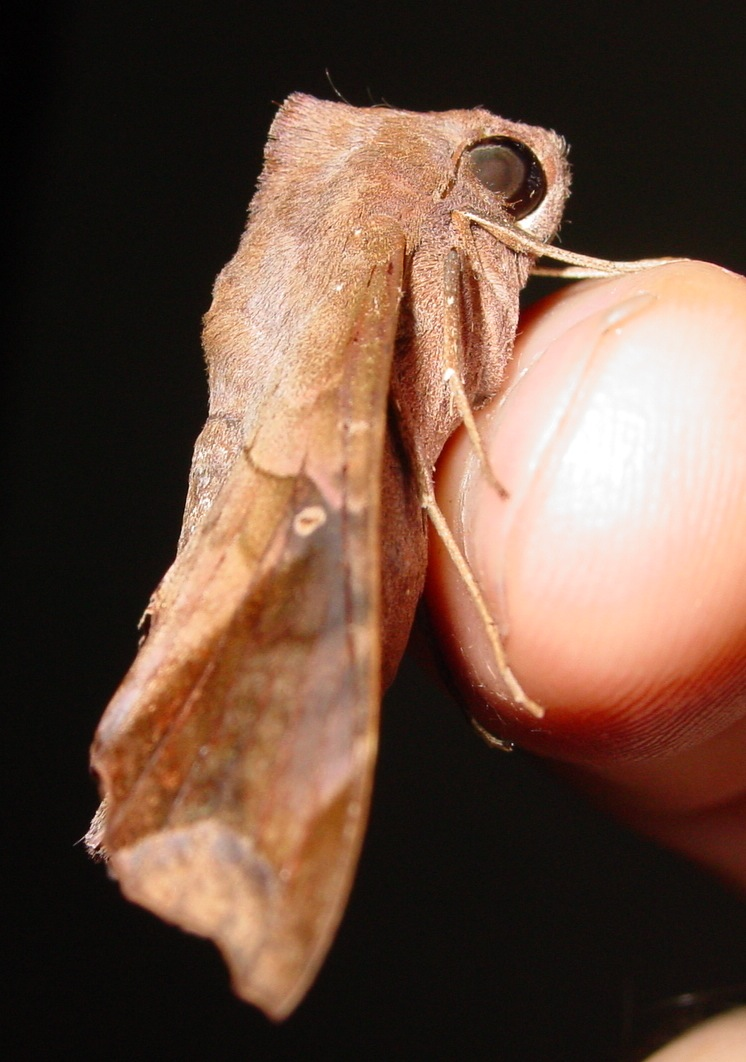